# غیرتی بودن
غیرتی بودن به (انگلیسی:Otherhood) یک فیلم کمدی محصول آمریکا در سال ۲۰۱۹ است.

## داستان
سه مادر که سال‌ها است خبری از فرزندان‌شان ندارند، تصمیم می‌گیرند که به نیویورک سفر کنند تا آن‌ها را ببینند ولی در طی مسیر متوجه اتفاقاتی می‌شوند که قبلاً از آن‌ها بی‌خبر بودند.

## بازیگران
- آنجلا باست
- پاتریشا آرکت
- فلیسیتی هافمن
- جیک هافمن
- جیک لیسی
- سینکا والس
- هایدی گاردنر
- استیون کانکن
- دامیان یانگ
- افتون ویلیامسون
- فرنک دا جولیو
- بکی نیوتون
- ماریو کانتون
- امیلی ترمین
- ایو لیندلی
- مالی برنارد
- تیم بگلی